# Büllisz

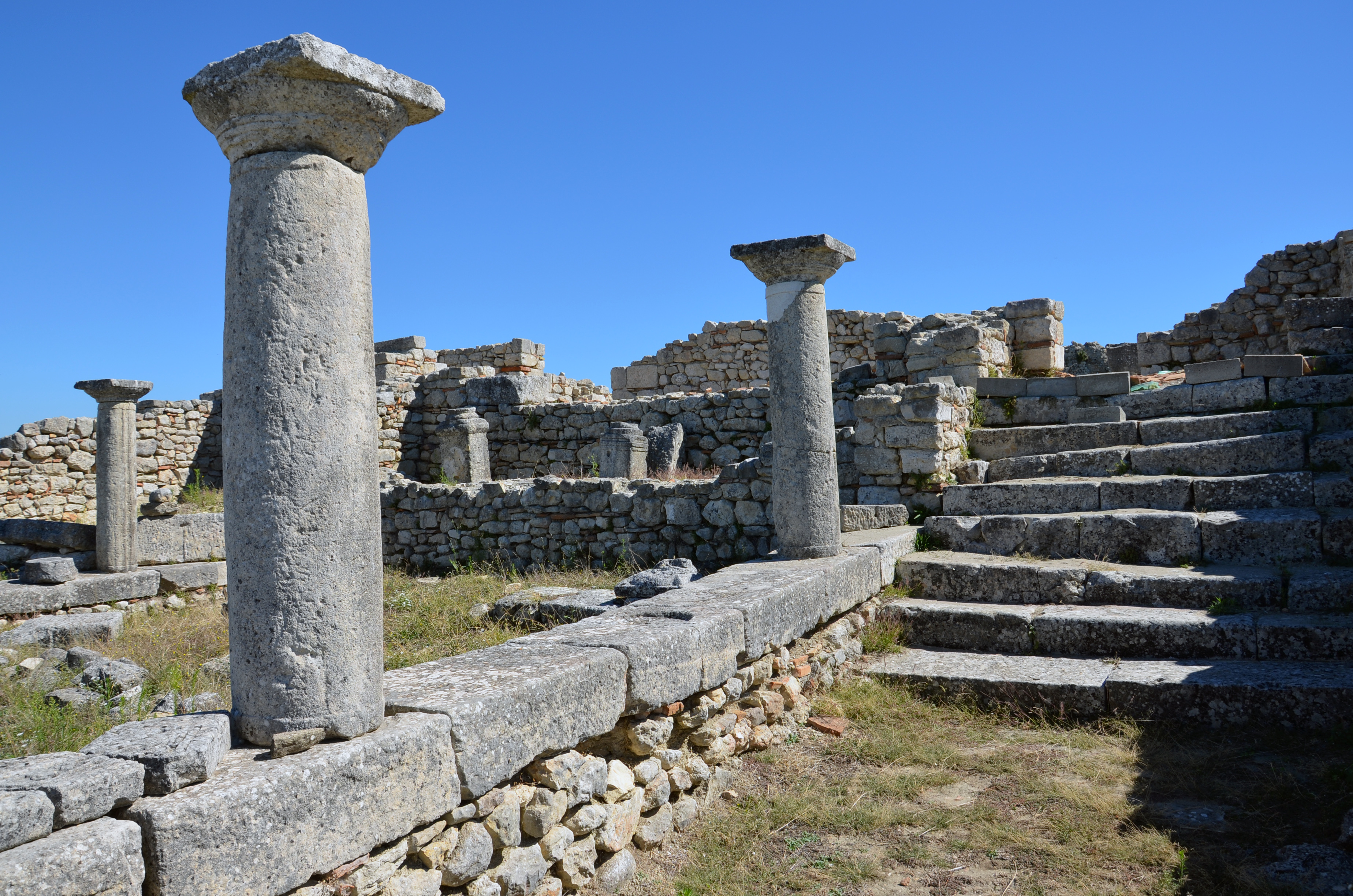
Az ókeresztény B bazilika romjai a déli mellékhajó felől

Büllisz (ógörög Βύλλις; latin Byllis vagy Colonia Byllidensium; albán Bylis) az ókori Illíria városa, majd kora keresztény püspöki székhely volt Aulón és Amantia közelében, Nikaia közvetlen szomszédságában. Ma romváros Délnyugat-Albániában, a Vjosa völgyétől északra, a Közép-Albán-hegység (Çermenika) egyik hegyoldalában, Ballsh városától 6 kilométerre délre, a mai Hekal falu határában. Albánia egyik legjelentősebb régészeti helyszíne. Az illír alapítású, görögös műveltségű egykori város a hellenisztikus római korszakon át a kereszténység korai évszázadaiig számos építészeti emléket felvonultat. A helyszín a Bülliszi Régészeti Park (Parku Arkeologjik i Bylisit) gondozásában áll, belépőjegy ellenében látogatható.

## Története
Az ókori hagyomány szerint Bülliszt Akhilleusz fia, a trójai háborúból hazatérő Neoptolemosz alapította a mürmidónok segítségével. Az i. e. 6. században élt földrajztudós, Milétoszi Hekataiosz tengerparti városként utalt Bülliszre, ezért hosszú ideig a mai Vlora közelében, Treport környékén helyezték el a várost az ókori világ térképen. Végső soron a ma Bülliszként ismert romvárost a területén feltárt, i. sz. 2. századi, Marcus Valerius-féle latin nyelvű feliratos kövek segítségével azonosították be.
A stratégiai helyre épült illír város elsődlegesen az Aóosz (ma Vjosa) völgyében folyó kereskedelmet ellenőrizte, s a Római Birodalom terjeszkedésének időszakában is megőrizte viszonylagos függetlenségét. Az i. e. 4. században létesített városfalak által közrezárt terület figyelembevételével Büllisz mintegy 30 hektáron terült el. Sztrabón még az i. e. 1. században is a büllionok törzsébe tartozó illírek koinonjának városállamaként említette a települést. A század második felében kirobbanó polgárháború, Iulius Caesar és Pompeius csatározásai következtében azonban a nyugalmas időszaknak vége szakadt, s Caesar gyarmatosította a várost. A római igazgatás alatt gondot fordítottak a latinul beszélő római polgárok betelepítésére is, de a város századokon át tartó görög–latin kétnyelvűségéről tanúskodik számos előkerült felirattöredék. A római gyarmatosítás ugyanakkor nem járt Büllisz (ekkor már Byllis) építészeti arculatának átformálásával, továbbra is megmaradt az i. e. 3–2. században kialakult utcahálózat, az agora, a színház stb., csupán a forum kialakítása vont maga után némi arculatváltást. A vizigótok 378 körül feldúlták ugyan Bülliszt, s a város népessége, valamint területe is csökkent (mintegy harmadára, 11 hektárra), jelentőségét azonban a 6. századig megőrizte mint püspöki székhely. 547 körül szláv törzsek, majd 587–588 körül avarok törtek be Bülliszbe, jelentősen megrongálva a város védőfalait. A 7. századra Büllisz fokozatosan elnéptelenedett, bár elszórt régészeti leletek (pl. 9. századi kerámiatöredékek) arról tanúskodhatnak, hogy a település elnéptelenedése lassabban ment végbe.
A második évezredben már bizonyosan lakatlan volt az egykori Büllisznek otthont adó hegyoldal. A 19. században a bektásik kedvelt zarándoklati helye lett, miután ezen a hegyen temették el a közeli Hekalban működő bektási dervist, Baba Hazisit. Az Enver Hoxha nevével fémjelzett kommunizmus évtizedeiben kultikus jellege megszűnt, de a rendszerváltást követően, 1992-től ismét az albániai bektásik egyik kedvelt zarándoklati helye lett.

## A helyszín leírása

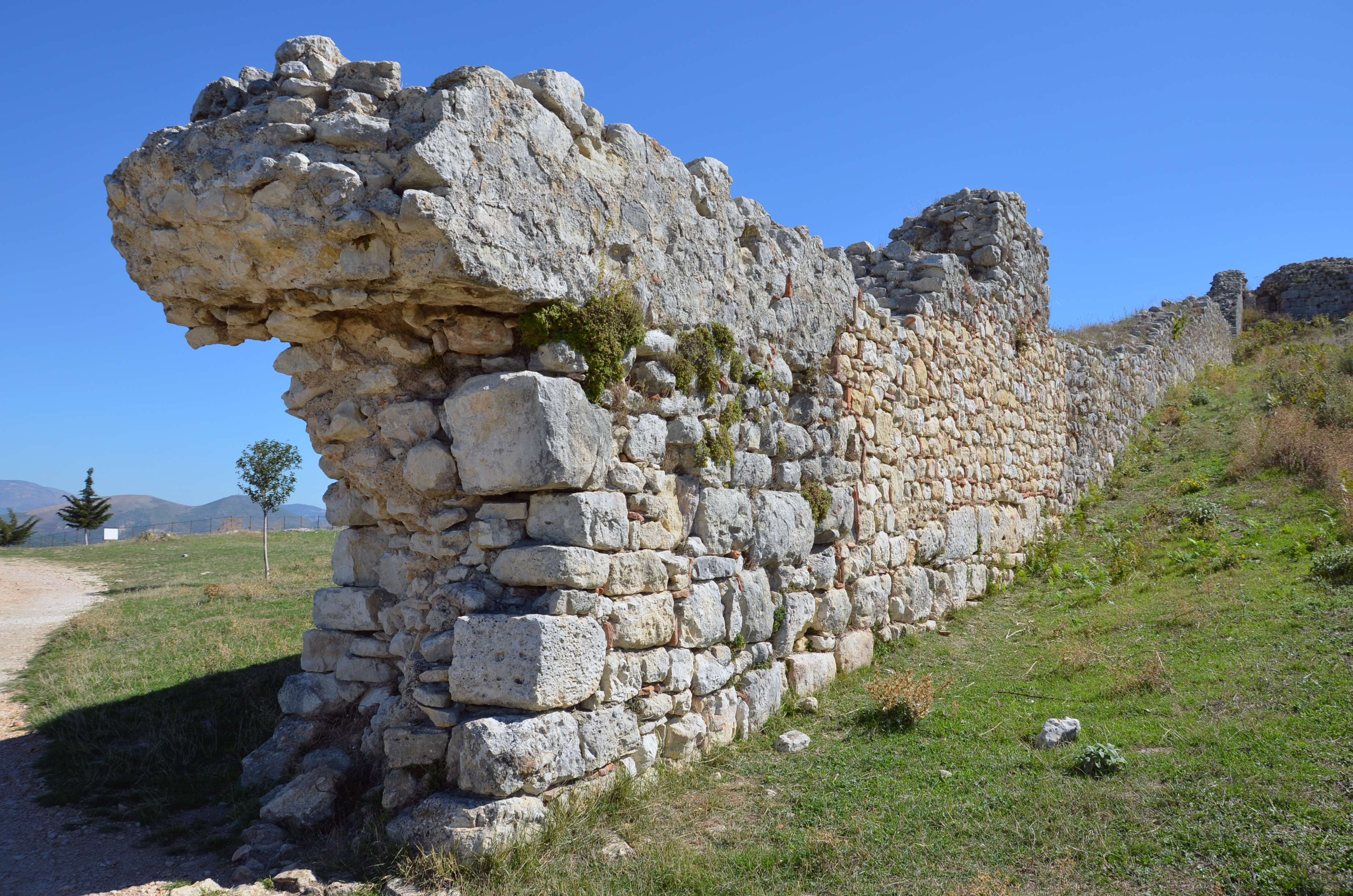
A városfal nyugati szakaszának részlete

A város legkorábbról ismert védműve az i. e. 4. században épült, 3,5 méter vastag, egykor 8-9 méter magas körkörös fal, amelynek északi, legmagasabb pontján egy védelmi célú körtorony állt. A 15,5 méteres átmérőjű bástya falazata 4,95 méter vastag volt. A városba vezető kapu is itt, a torony keleti oldalában nyílott, s egy második, a külső védműveken belül futó, egy kisebb kapuval és négyszögletes toronnyal ellátott fallal biztosították védelmét. A külső városfalakat az északi körtorony mellett öt további, négyszögletes alaprajzú körtorony, valamint hat kisebb városkapu tagolta. Az i. sz. 4. századi betöréseket és a népesség csökkenését követően a régi fal nyugati szakaszához kapcsolódva egy kisebb területet magában foglaló belső falat húztak a városlakók, amely hosszabb szakaszon a korábbi cardo maximus helyén futott. A 8 méteres magasságot is elérő új városfalat hat, egymástól egyenlő távolságokban emelt őrtorony és öt városkapu tagolta.
2013-ig a különböző időpontokban keletkezett városfalak szakaszain, tornyain és kapuin kívül feltárták az utcahálózat egy részét a köztük álló lakóházakkal, az agora körüli épületek közül pedig több sztoát, a prütaneiont, a sztadiont, a gümnasziont, a színházat, közfürdőket, valamint több ókeresztény bazilikát (betűjelölésükkel A, B, C, D és E bazilikák). A falakon kívül ismert az északnyugati, a keleti és a délkeleti nekropoliszok elhelyezkedése, amelyekbe a város i. e. 4–2. századok között élt lakói temetkeztek.
A régészeti ásatások alapján Büllisz rendkívül szabályos, egymásra merőlegesen futó utcáinak hálózata az i. e. 3. században alakult ki, és lényegében változatlan maradt a város elnéptelenedéséig. Az utcák 67 × 134 méteres szigeteket képeztek, amelyeken jellemzően észak–déli tájolással, egymástól jól elkülönítve emelték a köz- és lakóépületeket. A várost észak–déli irányban szelte át az agorát is érintő széles sugárút (cardo maximus).
Büllisz déli részén terült el az agora, amelynek ismert épületeit az i. e. 4–3. században emelték. Az agorát északról határoló épületek között volt a városi tanácsnak és a koinon önkormányzatának otthont adó prütaneion kéthelyiséges kőépülete, amelynek homlokzatát vélhetően faoszlopok tagolták. Emellett egy földbe süllyesztett, masszív falazású és kapuzatú épület állt, amelyet a régészek kincstárként vagy fegyvertárként azonosítottak. Az agorát északról és keletről emeletes, dór stílusú oszlopcsarnok (sztoa) keretezte, nyugati oldalán pedig a sportversenyeknek helyet adó sztadion emelkedett. Ezek kőanyagát a város történetének évszázadaiban nagyrészt elbontották, és előbb az i. sz. 3. században egy Aszklépiosz-szentélyt, majd az ókeresztény időkben egy bazilikát (A bazilika) emeltek a helyükön, így e korai építészeti emlékek meglehetősen töredékesen maradtak fenn. Az i. e. 3. század közepére datált sztadiont 2013-ig csak részlegesen tárták fel. A feltehetően 190 méteres tengelyhosszúságú épület néhány (esetenként feliratos) üléssora fennmaradt ugyan, de ezeket a bazilikába vezető lépcsőként használták fel újra. A római hódítást követően újabb épületeket emeltek az agora helyén, a fentebb már említett A bazilika mellett különböző lakóházakat, illetve az i. sz. 6. században egy kisebb fürdőházat, amelyet felirata alapján Iusztinianosz fürdője néven ismertek.
Az agora déli–délnyugati előterében fennmaradt épületmaradványok közül említést érdemel az i. e. 3. században, vélhetően a sztadionnal egy időben épült színház, amelynek csupán néhány üléssora és az oldalfal (analemma) egy-egy szakasza maradt fenn. A játékteret (proszkénium) dór oszlopok övezték, a nézőtéren (theatron) 7500 néző foglalhatott helyet. A színház nyugati szomszédságában állt ugyancsak az i. e. 3. századtól az atléták gyakorlótere, a gümnaszion, amelyet a római hódítók közfürdővé (terma) alakítottak át. Az ókor kései évszázadaiban ezen a területen egy kisebb templomot is emeltek (C bazilika), egy itt feltárt feliratos mozaiktöredék alapján az egyébként ismeretlen Praesios püspök idejében, feltehetőleg a 6. század második felében. A színháztól délre már a városfal és annak déli kapuja állt. Itt bukkantak rá a régészek a Marcus Valerius-féle felirattöredékre, amely a Büllisz és Nikaia között utat építtető katonai prefektusnak állított emléket, és amelynek köszönhetően a helyszínt végül Bülliszként azonosították.

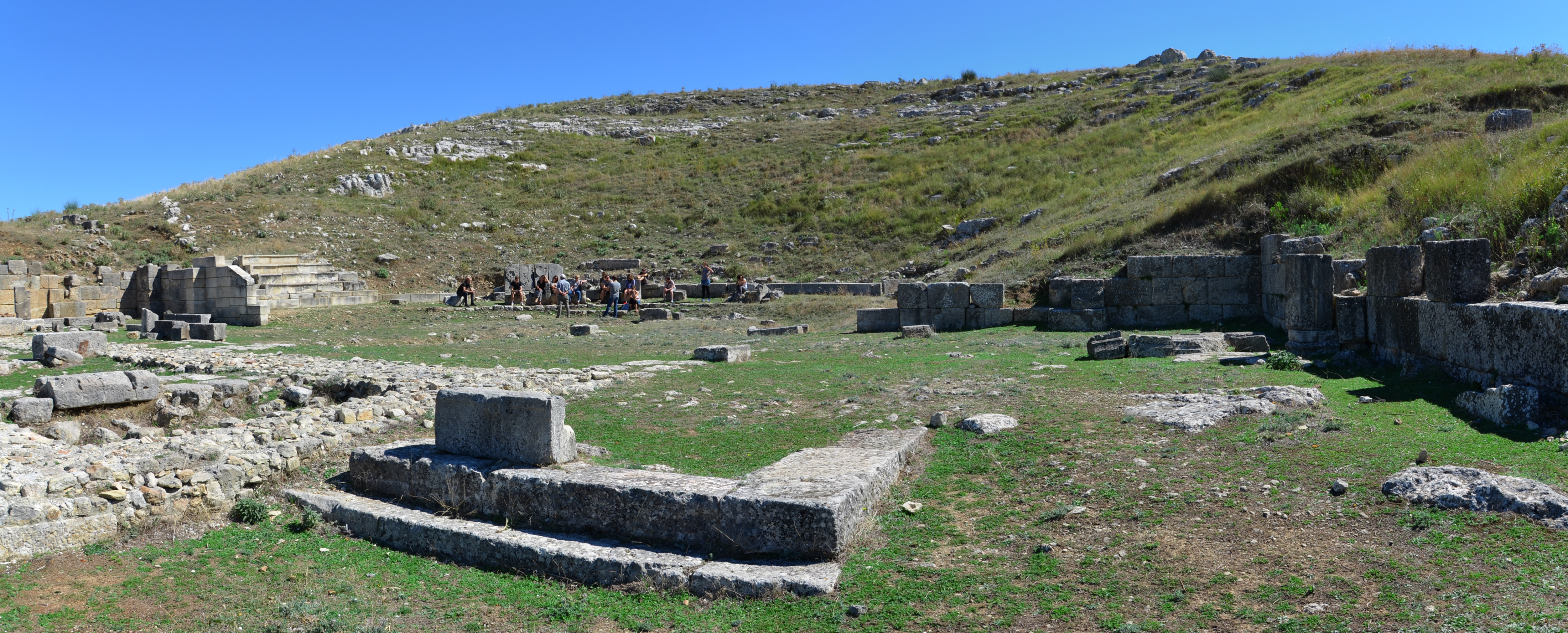
A színház romjai

A színháztól és az agorától északi irányba vezető sugárút, a cardo mellett tártak fel egy a hellenisztikus korszakból származó, oszlopcsarnokos (perisztülion) lakóházat, valamint az E bazilikaként ismert kora keresztény templom romjait.

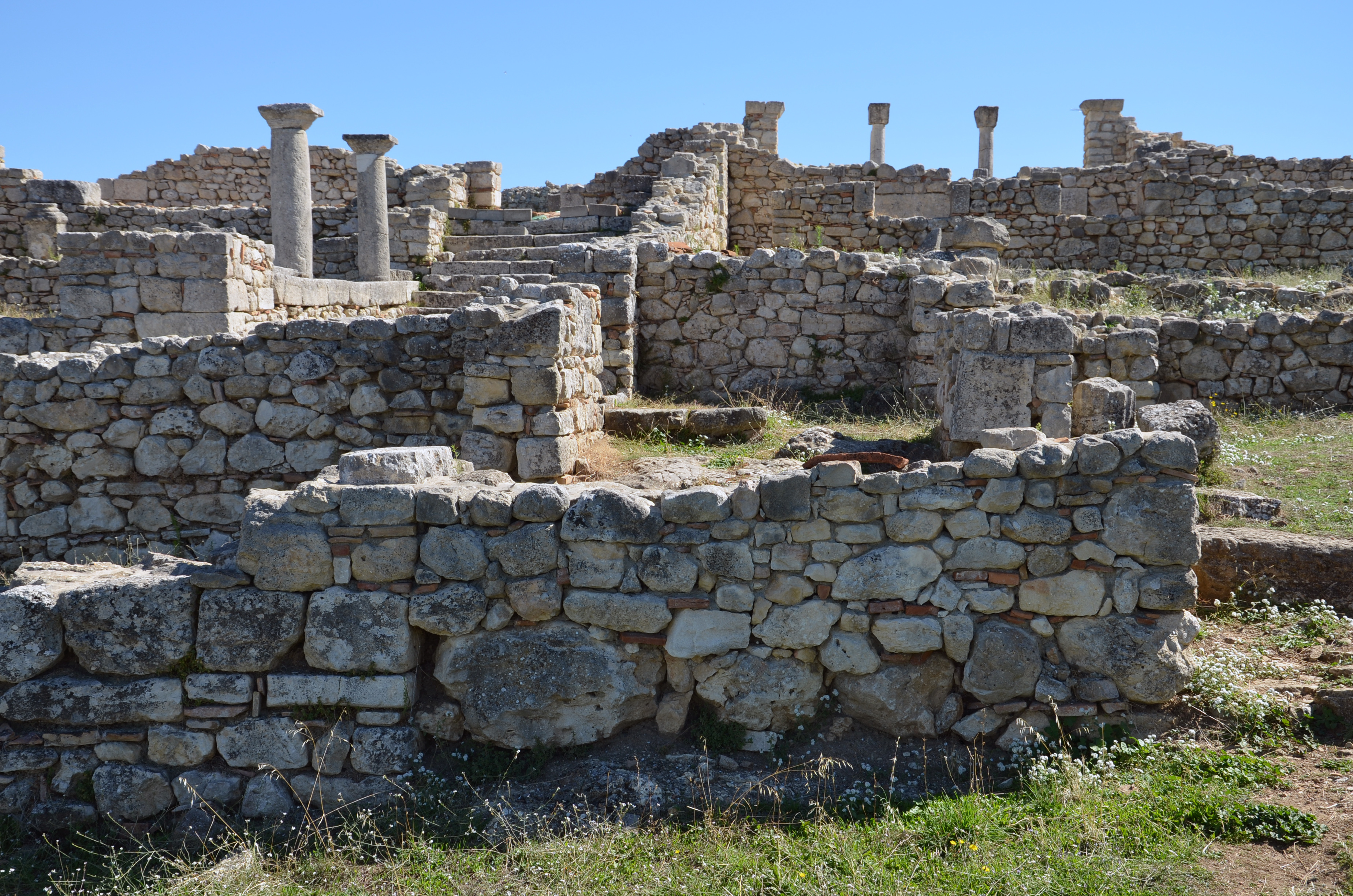
A B bazilika romjai az exonarthex felől

A romváros legjelentősebb emléke az egykori agorától északra elterülő, ókeresztény B bazilika, az ún. püspöki épületegyüttes 67 méteres tengelyhosszúságú romja. Ez foglalta magában a 25 méter hosszú, háromhajós, kereszthajós és apszisos bazilikát, amely a feltételezések szerint a bülliszi püspökség főtemploma lehetett, és amelynek több építési szakaszát különítették el a régészeti feltárások. Az e helyen állt legkorábbi bazilika a 4–5. század fordulóján épült fel, amelyet 470 körül kibővítettek, majd 547 körül nyerte el végleges formáját. Nyugati homlokzatán egy előcsarnok (exonarthex) vezetett az épületbe, pontosabban egy dór oszlopcsarnokkal, az emeleti részen ión oszlopsorral kerített átriumos udvarra. Innen egy további, az épület tengelyére merőleges előcsarnokon (narthex) keresztül lehetett belépni magába a templomba, de a narthex déli oldalán nyílt a kőpadokkal és keresztelőmedencével berendezett keresztelőkápolna is. A narthexből két további ajtó nyílt a templom mellékhajóiba. Az eredetileg festett, ión fős oszlopok választották el a főhajót a két mellékhajótól, valamint ezeken nyugodtak a mellékhajók fölötti galériák is. Több más bülliszi bazilikához hasonlóan a padlózatot itt is művészi mozaikok borították, ezek maradványai láthatóak az épületkomplexum több pontján is. Java részük geometrikus mintákat ábrázol (növényi indák, csomómotívumok, keresztek stb.), de feltártak figurális mozaikokat is. A narthexben található töredék például egy a kora keresztény ikonográfiába illeszkedő juhnyáját terelő pásztort, illetve egy halászt ábrázol. A falakat szintén mozaikok vagy festett geometrikus motívumok díszítették. A berendezést nagyrészt a helyben található homokkőből faragott oszlopok, oltár és padok tették ki, de feltártak boszporuszi márványból faragott berendezési tárgyakat is. Az egyszerű, emelvényszerű szószék a főhajó déli részén állt. A leletanyag alapján a megvilágítást feltételezhetően a tetőgerendákról és a mellékhajók galériájáról alálógó bronzlámpások, illetve ugyancsak bronzból készült állólámpások szolgáltatták. A liturgia része lehetett a zenei kíséret, a narthexben ugyanis több hangszert is feltártak a régészek, többek között cintányért, valamint különböző ütős és fúvós hangszereket. Az B bazilika épületegyütteséhez több más kisebb épület, épületszárny csatlakozott, többek között az emeletes püspöki lakrész, valamint egy borpince és egy edényraktár.